# Ε-アミノカプロン酸
ε-アミノカプロン酸（イプシロンあみのかぷろんさん）は人工合成されたアミノ酸で、止血剤として用いられる。岡本歌子により開発された。
経口、静注のほか、点眼でも用いられうる。

## 作用
血中のプラスミノーゲンはフィブリンに結合してプラスミノーゲン活性化因子（tPA、ウロキナーゼ）により活性化され、フィブリンを分解する。
ε-アミノカプロン酸はここでフィブリンに拮抗してプラスミノーゲンに結合して活性化を阻害し、これによってフィブリンの分解による出血を抑制する。

## 適用
内服または注射で用いられる。手術後の出血を抑えるのに用いられ、例えば血友病患者の抜歯後に使われる。また冠状動脈バイパス手術後の出血を有意に減らすことが明らかにされている。
歯茎の出血・炎症を抑えるとして、歯磨などにも入れられている。 

## 副作用
副作用としては吐き気や胃腸の痛み、下痢などがあり、筋肉痛が起きることもある。
また血栓のリスクが高くなるため、血栓症患者には禁忌である。

## その他
6-ナイロンはε-アミノカプロン酸がアミド結合で重合した形となっているが、工業的にはε-アミノカプロン酸からではなく、そのラクタムであるε-カプロラクタムから開環重合によって作られる（ε-カプロラクタム自体もε-アミノカプロン酸でない原料から合成されている）。